# Leśniczówka (skała)

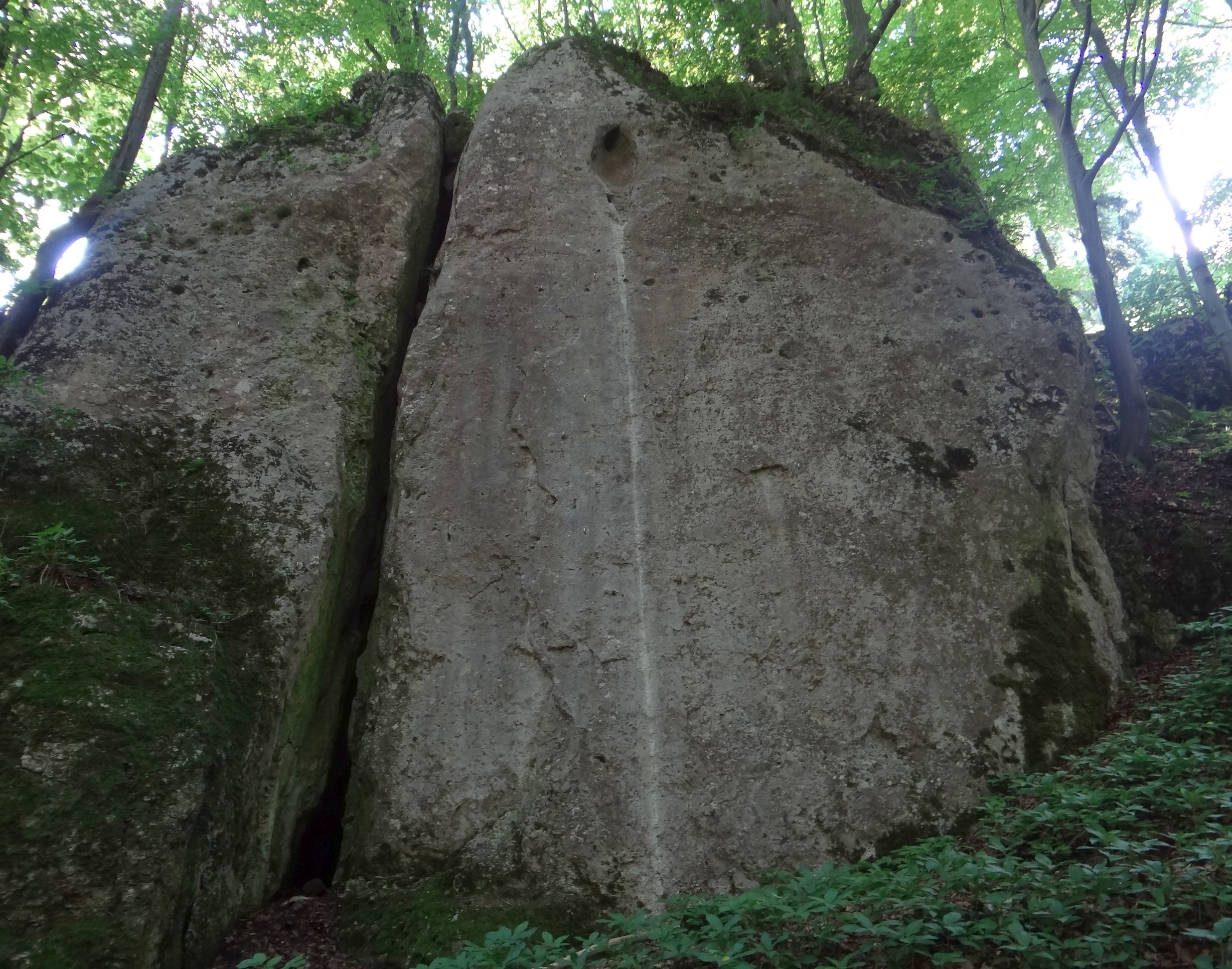

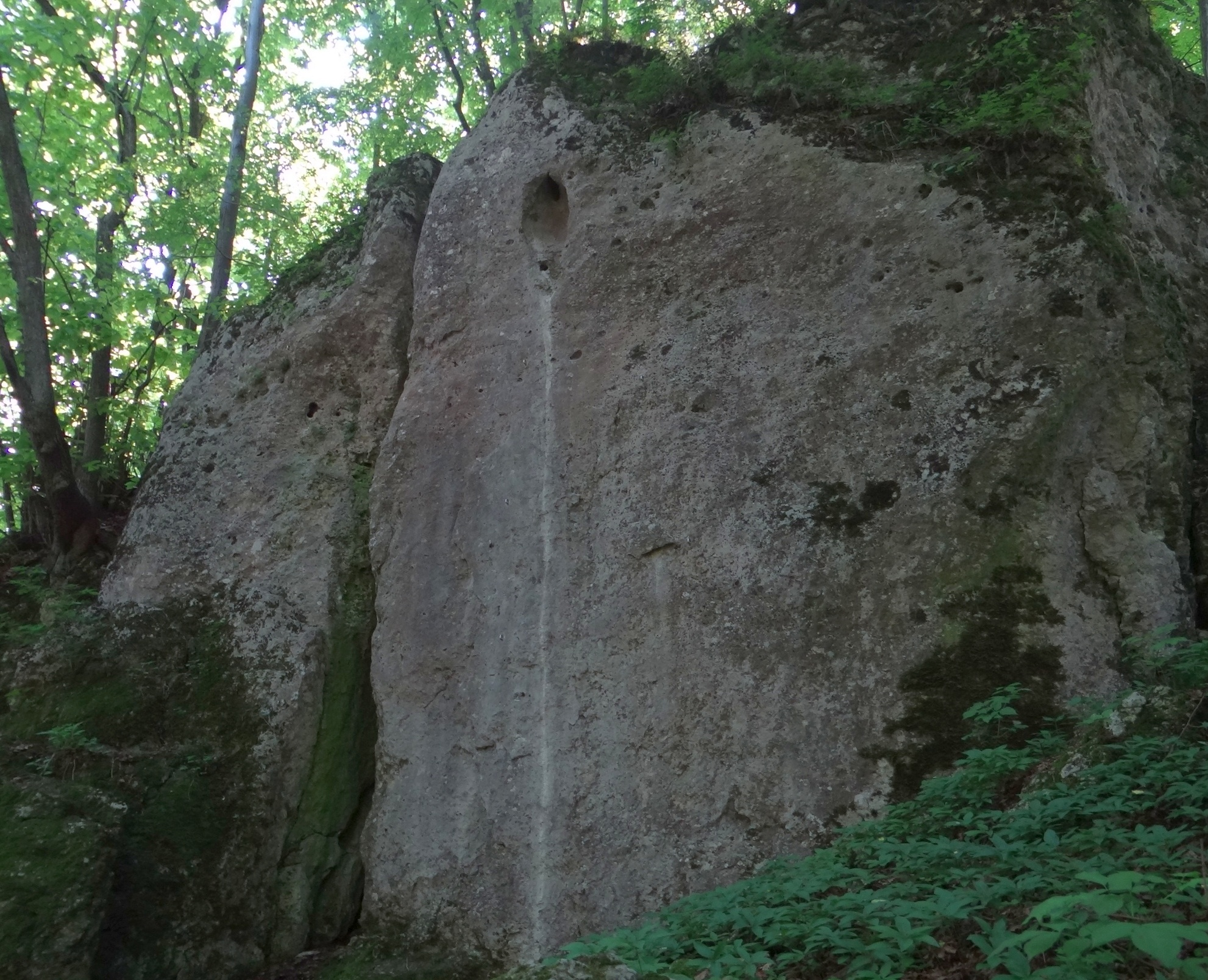

Leśniczówka – skała na Januszkowej Górze na Wyżynie Olkuskiej będącej częścią Wyżyny Krakowsko-Częstochowskiej, administracyjnie we wsi Podlesie, w województwie małopolskim, w powiecie olkuskim, w gminie Olkusz.
Na zbudowanej z wapieni Leśniczówce uprawiana jest wspinaczka skalna. Skała znajduje się na wschodnim zboczu Januszkowej Góry, w oddaleniu od pozostałych skał wspinaczkowych. Pierwsze drogi wspinaczkowe poprowadzono na niej w 2013 roku. W 2019 roku jest ich pięć, o trudności od IV do VI.3 w skali Kurtyki. Jest też jeden projekt. Na niektórych zamontowano stałe punkty asekuracyjne: ringi (r) i stanowiska zjazdowe (st), na pozostałych wspinaczka tradycyjna (trad.). 
1. Wesoły autobus; IV, trad.
2. Aksjologia cyberprzestrzenna; IV+, 3 r +st
3. Kominek na Leśniczówce; V+, trad.
4. Symfonia zmysłów; VI.2, 5 r +st
5. Ciemna strona piczy; VI.3, 2r +st
6. Projekt

Wśród wspinaczy skalnych Leśniczówka jest mało popularna.